# رينالد ليميتر
رينالد ليميتر (بالفرنسية: Reynald Lemaître)‏ (مواليد 28 يونيو 1983 في شامبراي لي تورز - فرنسا) لاعب كرة قدم فرنسي يلعب حاليا لصالح نادي الدرجة الأولى نانسي الفرنسي منذ 2009 في مركز الوسط المحوري .

## روابط خارجية
- رينالد ليميتر على موقع رابطة كرة القدم الفرنسية للمحترفين (الإنجليزية)
- رينالد ليميتر على موقع قاعدة بيانات كرة القدم.إي يو (الإنجليزية)
- رينالد ليميتر على موقع ليكيب (الفرنسية)
- رينالد ليميتر على موقع Soccerway.com (الإنجليزية)
- رينالد ليميتر على موقع عالم كرة القدم.نت (الإنجليزية)
- رينالد ليميتر على موقع AS.com (الإسبانية)